# Dídac Fàbregas i Guillén
Dídac Fàbregas i Guillén (Ripollet, España, 1947) es un expolítico, escritor, abogado y empresario español.

## Carrera política
Inició su actividad pública durante el franquismo. Ingresó como obrero metalúrgico en CCOO en 1962. En 1968 sufre detención policial y es encarcelado como dirigente sindical del Vallès y de Comisiones Obreras. En 1969 sería procesado y condenado por el Tribunal de Orden Público por asociación ilícita y propaganda ilegal. Entre 1970 y 1971 cumplió condena en la prisión de Barcelona y en el penal de Jaén.
En 1965 comenzó su militancia en el Frente Obrero de Cataluña (FOC), versión catalana del FLP. Tras el colapso de esta última organización, fue uno de los fundadores de los COC (Círculos Obreros Comunistas). En 1974 este grupo se transformaría en la Organización de Izquierda Comunista de España (OICE) que en 1975 modificaría su nombre, eliminando la referencia a España, pasando a llamarse simplemente Organización de Izquierda Comunista (OIC), y manteniéndose Fàbregas como secretario general y máximo dirigente.
El 11 de enero de 1978, dimitió de su cargo de Secretario General de la OIC al producirse una votación mayoritaria en la ejecutiva federal en la cual se exigía la fusión con el MC (Movimiento Comunista). Cuatro días después renunciaba a su militancia, en una carta dirigida a la Comisión Ejecutiva Federal. Posteriormente el MC absorbió a la OIC como organización, lo cual motivó que una parte importantísima de sus antiguos fundadores y muchos dirigentes históricos abandonaran dicha organización para militar más tarde en el PCE-PSUC y en el PSOE.
En enero de 1978 ingresó en el PSC (Congrés) siendo nombrado responsable del Comité Nacional de Política Municipal y Urbana de dicho partido.
En julio de dicho año, con la unificación de los socialistas de Cataluña, en el nuevo PSC (PSC-PSOE) fue elegido miembro del Consejo Nacional del Partido, Secretario de Política Municipal y Urbana en la Federación del PSC en Barcelona.
En las elecciones de 1980 al parlamento de Cataluña ocupa el puesto 23º de la lista del PSC, no obteniendo el acta de diputado por poco, ya que en esa convocatoria el PSC obtiene 22 parlamentarios. En el folleto de presentación de candidatos se le califica profesionalmente como "obrero metalúrgico en paro".
En 1980 inicia la carrera de Derecho e ingresa como funcionario laboral en el Servicio de Recaudación de Impuestos del Estado de la Diputación Provincial de Barcelona, desempeñando el cargo de Coordinador General de dicho Servicio hasta 1983.
En 1982 se le sitúa como uno de los cerebros del sector lluquista (partidarios del dirigente Ernest Lluch) del PSC. Por esos años, el partido muestra una gran unidad de criterio sobre un asunto: apartar a Joan Reventós de la dirección. Dos sectores se enfrentan por la sucesión, el de Lluch y el articulado en torno a Raimon Obiols, que resulta vencedor. En este contexto, las cabezas visibles del sector derrotado, como es el caso de Fàbregas, han de buscar, cobijo en otras administraciones, al calor de la gran victoria electoral del PSOE de 1982.
En mayo de 1982 es elegido miembro del Comité Federal del PSOE, cargo en el que permanecerá hasta 1985, cuando abandona su actividad orgánica, tanto en la dirección del PSC (había sido miembro del Consejo Nacional desde 1978 a 1985) como en el PSOE.
En 1983 ocupó el cargo de director general de Economía y Planificación de la Junta de Comunidades de Castilla-La Mancha. Al año siguiente fue nombrado director general de Desarrollo Autonómico del Gobierno central. El BOE de 27/09/1984 publica su cese por dimisión a petición propia en este puesto, último cargo público que desempeña.

## Trayectoria empresarial
En 1985 abandona su militancia activa y todo cargo orgánico en el PSC e inicia su carrera empresarial con la constitución junto a otros socios de la empresa de consultoría EIA, S.A., dedicada a asesorar a las administraciones públicas. Desarrolla una intensa y amplia actividad empresarial, asesorando a comunidades autónomas, diputaciones y ayuntamientos.
A finales de los años 80 amplía sus actividades empresariales, asociado con la multinacional francesa Compagnie Générale des Eaux y la española Control y Aplicaciones (CAE), en el sector del medio ambiente, en el tratamiento de aguas y residuos, creándose la empresa Explotaciones y Aprovechamientos Energéticos, S.A.
A principios de los 90 crea, con la misma actividad, la sociedad RWE Ibérica de Saneamiento junto con la multinacional alemana RWE, siendo su vicepresidente ejecutivo hasta finales de 1993, cuando vende sus acciones, abandona la RWE y se instala en Cuba, continuando en el mismo sector del medio ambiente.
En 1997 participa en la compra de Poliseda, empresa del sector químico que produce poliamida y poliéster para uso industrial, con una plantilla de unos 500 trabajadores, ocupando el cargo de Vicepresidente.
En este mismo periodo participa como accionista en diferentes construcciones y promociones inmobiliarias.
En la actualidad es propietario y preside la compañía Infiprox que gestiona inmuebles en régimen de alquiler y activos financieros.

## Producción literaria

### Libros
- Aproximación a la historia de Comisiones Obreras y de las tendencias forjadas en su seno. Cuadernos de Ruedo Ibérico, n.º 39-40 (octubre 1972- enero 1973). Firmado con el seudónimo de Jerónimo Hernández.
- El militante y la construcción del partido comunista. Libro clandestino editado por OICE en 1974. Firmado con el seudónimo de Jerónimo Hernández.
- La lucha política y económica en la formación de la conciencia de clase. Libro clandestino editado por OICE, en 1975. Firmado con el seudónimo de Jerónimo Hernández.
- La huelga y la reforma (Sabadell, metal, otoño 1976). Ediciones de la Torre, Barcelona 1977. Escrito en colaboración con Dionisio Giménez Plaza.
- España en la encrucijada: evolución o involución. Textos del Bronce, 1997. Prologado por Joaquín Leguina.
- Ley de Inversión extranjera. Viena-Cincel, 1998.
- La democracia en la España del siglo XXI. Viena Edicions, 2007.[5][6]
- Por un nuevo pacto social y político. Centre d'Estudis Jordi Pujol, 2010.
- "El Estado subvencionador contra el Estado del bienestar".Ed. Viena, 2012

### Artículos
- Sobre la alternativa sindicatos/consejos. N.º 11 de la revista Zona Abierta. Madrid, 1974.
- Un partido para construir y dirigir el cambio. N.º 17 de la revista Leviatán. Madrid, 1984.

## Curiosidades
- Durante su etapa de máximo dirigente de OIC tuvo, entre otros, el nombre de guerra de Jerónimo Hernández. Entre la militancia era conocido como El Pájaro, sin intención peyorativa. Dicho apodo se lo puso el dirigente histórico de Comisiones y Obreras y del FOC Manuel Murcia Ros, íntimo amigo suyo. El motivo fue la amplitud y variedad de actividades antifranquistas que desarrollaba en aquella época. El apodo se hizo tan popular que mucha gente cree que El Pájaro era su verdadero seudónimo.

- En 1984 se manifestó partidario de un Estado federal para España.[7]

- Licenciado en derecho. Desde 1992, está inscrito en el Colegio de Barcelona, como abogado no ejerciente.[8]